# Leptura auratopilosa
Leptura auratopilosa es una especie de escarabajo longicornio del género Leptura, categorizada en la tribu Lepturini, de la subfamilia Lepturinae. Fue descrita por Matsushita en 1931.

## Descripción
Mide 13-21 mm de longitud.

## Distribución
Se distribuye por China.